# Epiplatys
Epiplatys is een straalvinnige vissengeslacht uit de familie van de killivisjes (Aplocheilidae). Deze visjes zijn populair als aquariumvissen.

## Soorten
- Epiplatys annulatus (Boulenger, 1915)
- Epiplatys ansorgii (Boulenger, 1911)
- Epiplatys barmoiensis Scheel, 1968
- Epiplatys biafranus Radda, 1970
- Epiplatys bifasciatus (Steindachner, 1881)
- Epiplatys chaperi (Sauvage, 1882)
- Epiplatys chevalieri (Pellegrin, 1904)
- Epiplatys coccinatus Berkenkamp & Etzel, 1982
- Epiplatys duboisi Poll, 1952
- Epiplatys esekanus Scheel, 1968
- Epiplatys etzeli Berkenkamp, 1975
- Epiplatys fasciolatus (Günther, 1866)
- Epiplatys grahami (Boulenger, 1911)
- Epiplatys guineensis Romand, 1994
- Epiplatys hildegardae Berkenkamp, 1978
- Epiplatys huberi (Radda & Pürzl, 1981)
- Epiplatys infrafasciatus (Günther, 1866)
- Epiplatys josianae Berkenkamp & Etzel, 1983
- Epiplatys lamottei Daget, 1954
- Epiplatys longiventralis (Boulenger, 1911)
- Epiplatys maeseni (Poll, 1941)
- Epiplatys mesogramma Huber, 1980
- Epiplatys multifasciatus (Boulenger, 1913)
- Epiplatys neumanni Berkenkamp, 1993
- Epiplatys njalaensis Neumann, 1976
- Epiplatys olbrechtsi Poll, 1941
- Epiplatys phoeniceps Huber, 1980
- Epiplatys roloffi Romand, 1978
- Epiplatys ruhkopfi Berkenkamp & Etzel, 1980
- Epiplatys sangmelinensis (Ahl, 1928)
- Epiplatys singa (Boulenger, 1899)
- Epiplatys spilargyreius (Duméril, 1861)
- Epiplatys zenkeri (Ahl, 1928)